# Santa Compaña
Die Santa Compaña (heilige Gefolgschaft) ist ein populärer Mythos, der in den ländlichen Gebieten Galiciens und Asturiens verbreitet ist. Im Zentrum der teilweise legendenhaften Vorstellungen steht eine Prozession von Toten, Geistern oder ruhelosen Seelen, die nachts über die Wege einer Gemeinde zieht und dabei alle Häuser besucht, in denen der Tod eines Menschen bevorsteht.
Die Santa Compaña ist eine der in der Mythologie Galiciens und Asturiens am tiefsten verwurzelten Überlieferungen und findet sich, teils anders benannt, in allen Epochen der asturisch-galicischen Kulturgeschichte. Jenseits der christlich bestimmten Ausformungen spielen wahrscheinlich Vorstellungen des keltischen Jenseitsglaubens eine determinierende Rolle, so dass Vorläufer dieses Mythos möglicherweise bereits mit dem keltischen Stamm der Gallaeker in dieses Gebiet gekommen sind. Die schriftliche Erfassung begann im 19. Jahrhundert mit dem aufkommenden ethnologischen Interesse vor dem Hintergrund der Romantik in Galicien. 1876 erwähnt sie der Sprachforscher J. Cuveiro Piñol im ersten kastilisch-galicischen Wörterbuch, dem Diccionario Gallego.
Erforscht werden die Santa Compaña und die Berichte von ihrem Erscheinen unter anderem an den Lehrstühlen für Psychologie sowie Anthropologie der Universität von Santiago de Compostela und am Centro de Investigaciones Psicobiofísicas de Vigo, einem privaten, staatlich anerkannten Institut zur Erforschung der Parapsychologie.

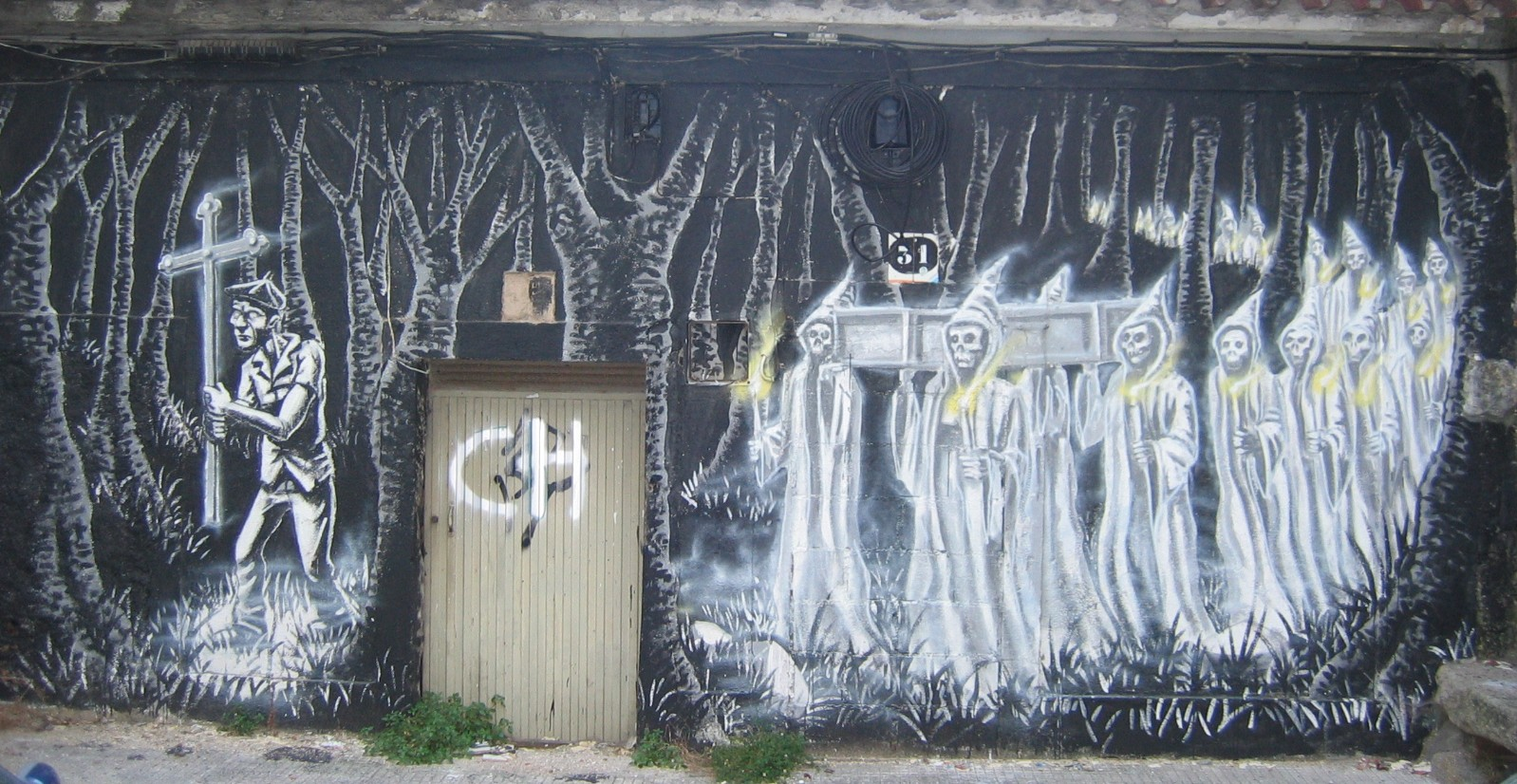
Die Santa Compaña als Graffiti in Pontevedra

## Beschreibung und Eigenarten
Die Beschreibungen der Santa Compaña variieren in den verschiedenen Regionen in solchem Maße, dass eine präzise Definition der vielen lokalen Eigenarten wegen schwer möglich scheint. Alle Versionen stimmen jedoch darin überein, dass das Erscheinen der Santa Compaña Todesanzeichen, Zeichen des Unheils oder eines Fluchs ist. Laut Überlieferung erscheint die Santa Compaña, um
- die Seele eines Menschen, der bald sterben wird, einzufordern
- Menschen mit begangenen Verfehlungen zu konfrontieren
- den Tod eines Bekannten anzukündigen
- eine von einer jenseitigen Autorität verhängte Strafe zu erfüllen.

Am verbreitetsten ist die Beschreibung eines durch die Nacht streifenden Zuges ruheloser Seelen, barfuß, angetan mit weißen, tunikaartigen Umhängen und Kapuzen, wobei die Umhänge Leichentücher sein sollen. Es wurden auch Fälle erwähnt, in denen die Santa Compaña einen Sarg mit sich führte. Der Körper im Sarg konnte dabei unter Umständen der Astralleib des Menschen sein, dem die Prozession begegnet.
Weiter wird beschrieben, dass die Geister in zwei Reihen gehen, jeder mit einer brennenden Kerze. Ist die Prozession vorbeigezogen, liegt ein Geruch verbrannten Kerzenwachses in der Luft. Im Laufen betet der Zug, meist den Rosenkranz, singt Totenlieder und läutet eine kleine Glocke. Kurz bevor der Zug passiert, ersterben alle Geräusche des Waldes und seiner Tiere.
Angeführt wird der Zug teils von einem „Hauptgeist“, Estadea genannt, meist jedoch, ein Kreuz und ein Weihwassergefäß tragend, von einem Lebenden, der sich seiner nächtlichen Aktivitäten anderntags nicht mehr erinnern kann. Erkennen könne man die so Gestraften an ihrer außergewöhnlichen Schlankheit und ihrer bleichen Gesichtsfarbe. Von dieser Rolle, heißt es, gäbe es kein Ausruhen, so dass sie nächtens immer heller leuchteten und tags immer fahler würden. Die Betroffenen erkranken, von solchen Strapazen geschwächt, ohne dass der wahre Grund der Krankheit erkennbar wäre. Ohne Möglichkeit aber, ihrer Funktion zu entkommen, müssen sie durch die Nacht ziehen, bis sie sterben oder Kreuz und Weihwassergefäß einem anderen übergeben können. Das Geschlecht der voran ziehenden Person richtet sich danach, ob die Kirche der Gemeinde einer weiblichen oder einem männlichen Heiligen geweiht ist.

## Erscheinen und Wahrnehmbarkeit
Generell wird die Santa Compaña nachts wahrgenommen, teilweise aber auch schon zum Tagesausgang in der Dämmerung. Einige Daten sind offenbar besonders prädestiniert für ihr Erscheinen: die Nacht von Allerheiligen, vom 1. auf den 2. November, oder die Johannisnacht, vom 23. auf den 24. Juni.
Die Santa Compaña kann überall erscheinen, besonders häufig wurde sie jedoch an Wegkreuzungen und in der Nähe der Friedhöfe gesehen bzw. wahrgenommen.
Zur Sichtbarkeit des Zuges heißt es, dass nicht alle Sterblichen die Compaña visuell wahrnehmen können. Die meisten können die Geisterprozession nur spüren oder erahnen, zum Beispiel durch die fühlbare Luftbewegung beim Vorbeiziehen und durch den Geruch des Kerzenwachses. Elisardo Becoña Iglesias, Professor für Psychologie an der Universität von Santiago de Compostela, führt in seinem Buch „La Santa Compaña, El Urco y Los Muertos“ aus, dass der Volksglauben nur wenigen speziell „Begabten“ zugesteht, die nächtlichen Prozessionen sehen zu können. Zu diesen gehören Erwachsene, die als Kinder aufgrund eines priesterlichen Fehlers mit dem Öl der Totensalbung statt mit Wasser getauft wurden.
Am Centro de Investigaciones Psicobiofísicas in Vigo hat man für die jüngste Zeit jedoch einen starken Rückgang der Berichte über Erscheinungen festgestellt.

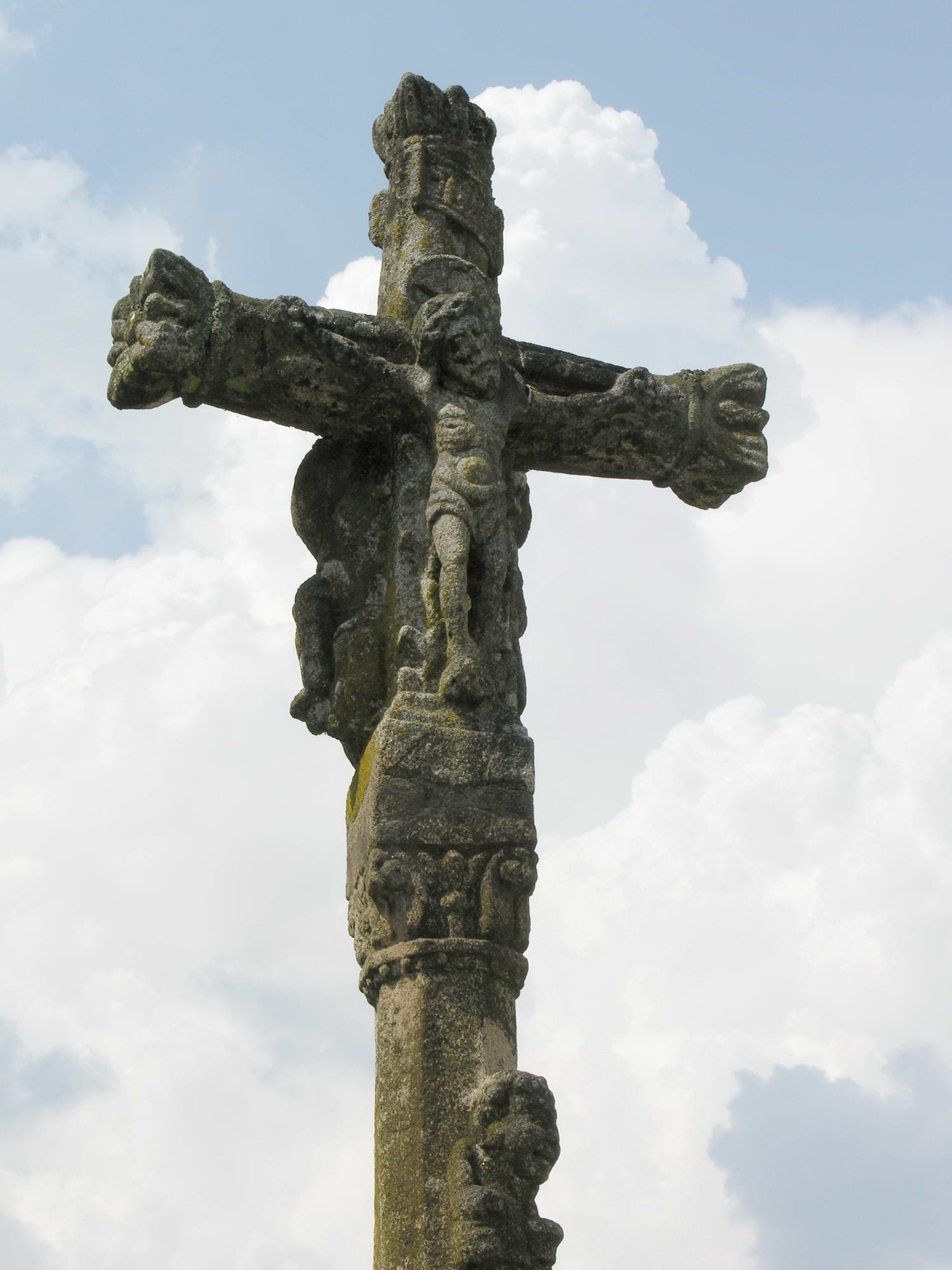
Schutzverheißendes Steinkreuz in Padron, Galicien

## Schutz vor der Santa Compaña
Mit dem Erzählen der Legende werden meist auch die Schutzmaßnahmen vermittelt. Für den Fall, dass ihm die Gesellschaft erschiene, soll der Betroffene eine Folge von Ritualen oder jedenfalls eines davon absolvieren:
- sich vom Weg der Compaña entfernen, nicht hinschauen, so tun, als ob man sie nicht sähe
- einen Kreis mit dem Stern des Salomon oder einem Kreuz zeichnen und sich in diesen Kreis stellen
- beten und weder auf die Stimmen noch auf die Geräusche der Compaña hören
- mit dem Gesicht zu Boden werfen und bewegungslos liegen bleiben, auch wenn die Compaña darüber hinwegzieht
- auf keinen Fall eine der Kerzen oder etwas anderes nehmen, was man aus dem Zug gereicht bekommen mag, weil man andernfalls Teil der Prozession würde und ihr voran ziehen müsste.

Wenn nichts anderes hilft, wird als letztes Mittel schnelles Wegrennen empfohlen.
Schutz sollen auch die Cruceiro genannten Steinkreuze vermitteln, die häufig in Galicien an Wegkreuzungen zu finden sind. Dem Cruz Bonaval im Compestelaner Stadtteil San Pedro unweit der Porta del Camino wird exakt diese Funktion zugesprochen.

## Thematische und regionale Varianten inner- und außerhalb Spaniens
Variierende Bezeichnungen und Zonen ihrer Verbreitung:
- as da noite: die aus (in) der Nacht (kommen), Galicien
- Avisóns
- Bona Xente: gute Seelen, in Asturien
- Compaña: verkürzte Form
- Cortejo de gente de muerte, (in etwas) Gefolgschaft der Toten, Extremadura
- Estatinga oder estadinga: abgeleitet von lateinisch hostes antiquus: alter Feind, ein Synonym für den Teufel, Galicien
- Estadea: möglicherweise abgeschliffene Form von «estadal», eine bei Toten aufgestellte Kerze, u. a. in Zamora gebräuchlich
- Güestia: in Asturien gebräuchlich
- Güéspeda
- Hoste: Heerschar, Galicien.
- La hueste de ánimas: Heerschar der Seelen, in Teilen der Provinz León
- Procesión das ánimas: Seelenprozession, im Süden Galiciens, speziell in Ourense.
- Pantalla: nach Vicente Risco Vermischung der Begriffe Pantasma: Geist und Espantallo, Galicien.
- Pantaruxada: selten gebräuchlich, Galicien
- Rolda
- Santa Compaña: mehrheitlich in Nord-Galicien.
- Visión: in diesem Fall gleichbedeutend mit Erscheinen.
- Visita: dt.: Besuch, klarer Verweis auf die Intention ihres Erscheinens.

### La Güestia – Die Santa Compaña in der Asturischen Tradition
Außerhalb Galiciens ist die Santa Compaña unter dem Namen La Güestia am tiefsten in Asturien verwurzelt. Sie ist dort ebenfalls unter dem Namen Bona Xente bekannt. Beschrieben wird sie als eine Gruppe kapuzenverhüllter Personen, die zum Haus eines todgeweihten Kranken kommen, es dreimal umrunden, worauf der Kranke stirbt. Zumeist sollen es bereits verstorbene Bekannte des Sterbenden sein.

### Cortejo de gente de muerte – Extremadura
In der Extremadura existiert unter dem Namen Cortejo de gente de muerte – Gefolgschaft der Toten eine Legende, dass zwei gespenstische Reiter für das Grauen der Morgendämmerung in den extremenischen Dörfern verantwortlich wären. Wer sie sieht, bezahlt das möglicherweise mit dem Leben.

### La Estadea – Zamora
In Zamora ist es eine Frau, die gesichtslos und nach der Feuchtigkeit der Gräber riechend über Wege und Friedhöfe zieht. Während sie in Zamora La Estadea heißt, wird sie in den angrenzenden Leoneser Gebieten La hueste de ánimas genannt. Auch sie erscheint nur Personen, die bald sterben werden.

### Procesión das Xás
Eine verwandte Erscheinung in der galicischen Mythologie ist die Procesión das Xás / das Xans. Anders als bei der Santa Compaña handelt es sich hierbei nicht um die Geister Verstorbener, sondern um die lebender Personen.

### Nordwest- und Mitteleuropa
Auch außerhalb der Iberischen Halbinsel gibt es Legenden über Geister- und Totenprozessionen. So ziehen die Toten der keltischen Sage in unterseeische Reiche oder zu Inseln, die jenseits des Horizontes liegen. In einigen mitteleuropäischen Regionen gibt es die Sage über die Wilde Jagd.

## Aktuelle Verweise auf die Santa Compaña
In einem Comic des spanischen Magazins El Jueves lässt der Karikaturist Pedro Vera die Figuren Ortega y Pacheco sich der Santa Compaña anschließen, um nicht die Lieder hören zu müssen, die der Schlagersänger Juan Pardo (No me hables) inmitten des Waldes singt. Verschiedene galicische Musiker bzw. Bands haben Stücke unter dem Titel Santa Compaña veröffentlicht: u. a. Xose Manuel Budino (Gaitero / Dudelsackspieler), Mägo de Oz (Folkmetal), Ordo Funebris und Xeque Mate.
Unter dem Namen Santa Compaña wird in Galicien ein Cremelikör auf Basis des Tresterschnapses Orujo (Crema de Orujo) hergestellt. Desgleichen finden sich in galicischen Souvenirläden Bilder mit Darstellungen der Santa Compaña.